# Tubă

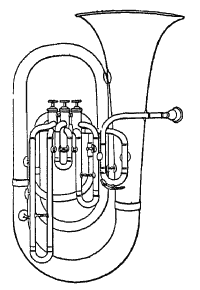
Tubă

Tuba este un instrument muzical de suflat, din alamă, cu registru grav, format dintr-un pavilion larg, un tub răsucit și un mecanism de pistoane.
Este lungă de 1 m. Produce sunetele cele mai joase dintre toate instrumentele de alamă ale orchestrei simfonice.
Suntele la acest instrument se emit prin vibrația buzelor,  preluate de un obiect care se numește muștiuc, ce  se introduce prin țeava principala a tubei. 
Tuba este întâlnită deseori în fanfare, în orchestră simfonică, în ansambluri camerale formate din instrumente de alamă pana la 10 instrumentisti și chiar solist.